# Mézières-sur-Oise
Mézières-sur-Oise ist eine französische Gemeinde mit 508 Einwohnern (Stand: 1. Januar 2022) im Département Aisne in der Region Hauts-de-France (vor 2016: Picardie); sie gehört zum Arrondissement Saint-Quentin und zum Kanton Ribemont. 

## Geografie
Mézières-sur-Oise liegt an der Oise und am parallel verlaufenden Sambre-Oise-Kanal, etwa zehn Kilometer südöstlich von Saint-Quentin. Nachbargemeinden von Mézières-sur-Oise sind Sissy im Norden, Châtillon-sur-Oise im Nordosten und Osten, Séry-lès-Mézières im Osten und Süden, Berthenicourt im Süden und Südwesten sowie Itancourt im Westen und Nordwesten. Im Norden der Gemeinde steht eine Windkraftanlage als Teil eines interkommunalen Windparks.

## Bevölkerungsentwicklung
| Jahr                       | 1962 | 1968 | 1975 | 1982 | 1990 | 1999 | 2006 | 2015 | 2022 |
| Einwohner                  | 454  | 525  | 649  | 603  | 569  | 567  | 540  | 520  | 508  |
| Quellen: Cassini und INSEE |      |      |      |      |      |      |      |      |      |

## Sehenswürdigkeiten
- Kirche Saint-Pierre-et-Saint-Paul aus dem 20. Jahrhundert
- Kapelle Saint-Hubert

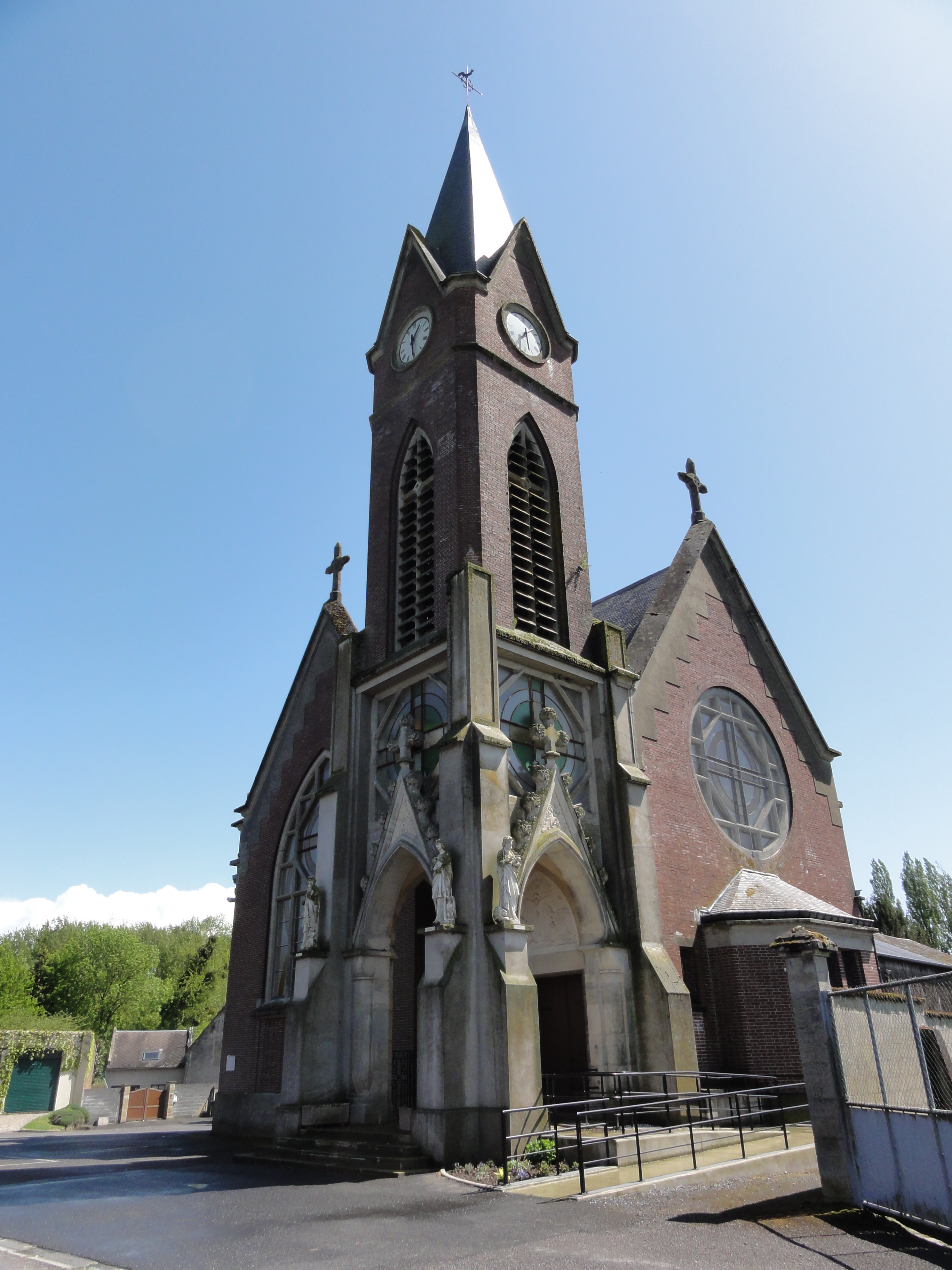
Kirche Saint-Pierre-et-Saint-Paul
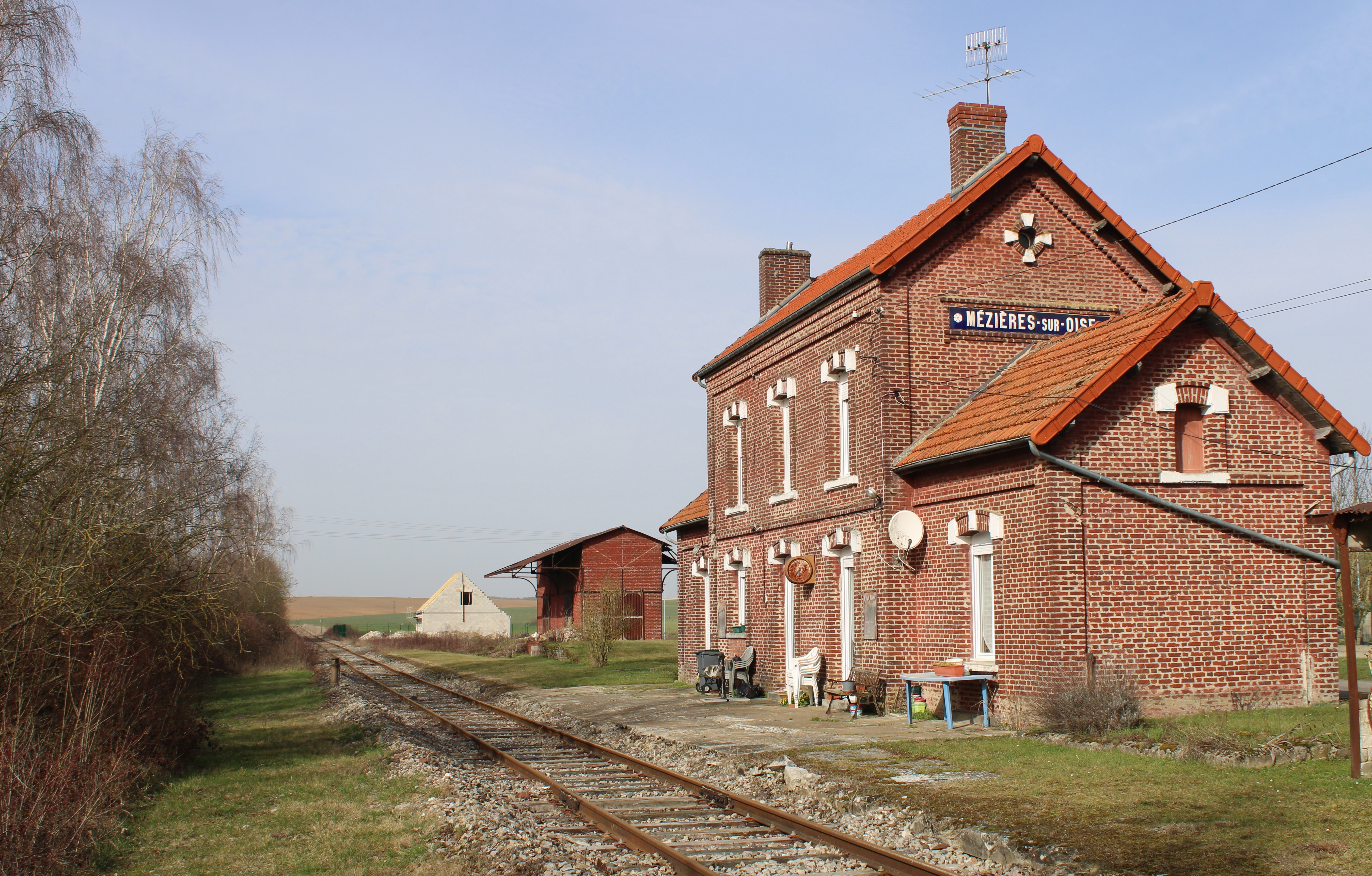
Ehemaliger Bahnhof